# Howe (Oklahoma)
Howe – miasto w Stanach Zjednoczonych, w stanie Oklahoma, w hrabstwie Le Flore.